# I vigliacchi non pregano
I vigliacchi non pregano è un film del 1968, diretto da Mario Siciliano.

## Trama
Ritornato dalla Guerra di Secessione, dopo essere passato da mille peripezie, Bryan Clarke trova sua moglie morta ammazzata. Bryan decide di mettere in atto la sua vendetta, che si trasforma in un odio smisurato e folle che lo porta a comportarsi in modo strano.

## Distribuzione
La pellicola è stata distribuita nelle sale cinematografiche italiane a partire dal 2 agosto del 1968.